# Viande séparée mécaniquement

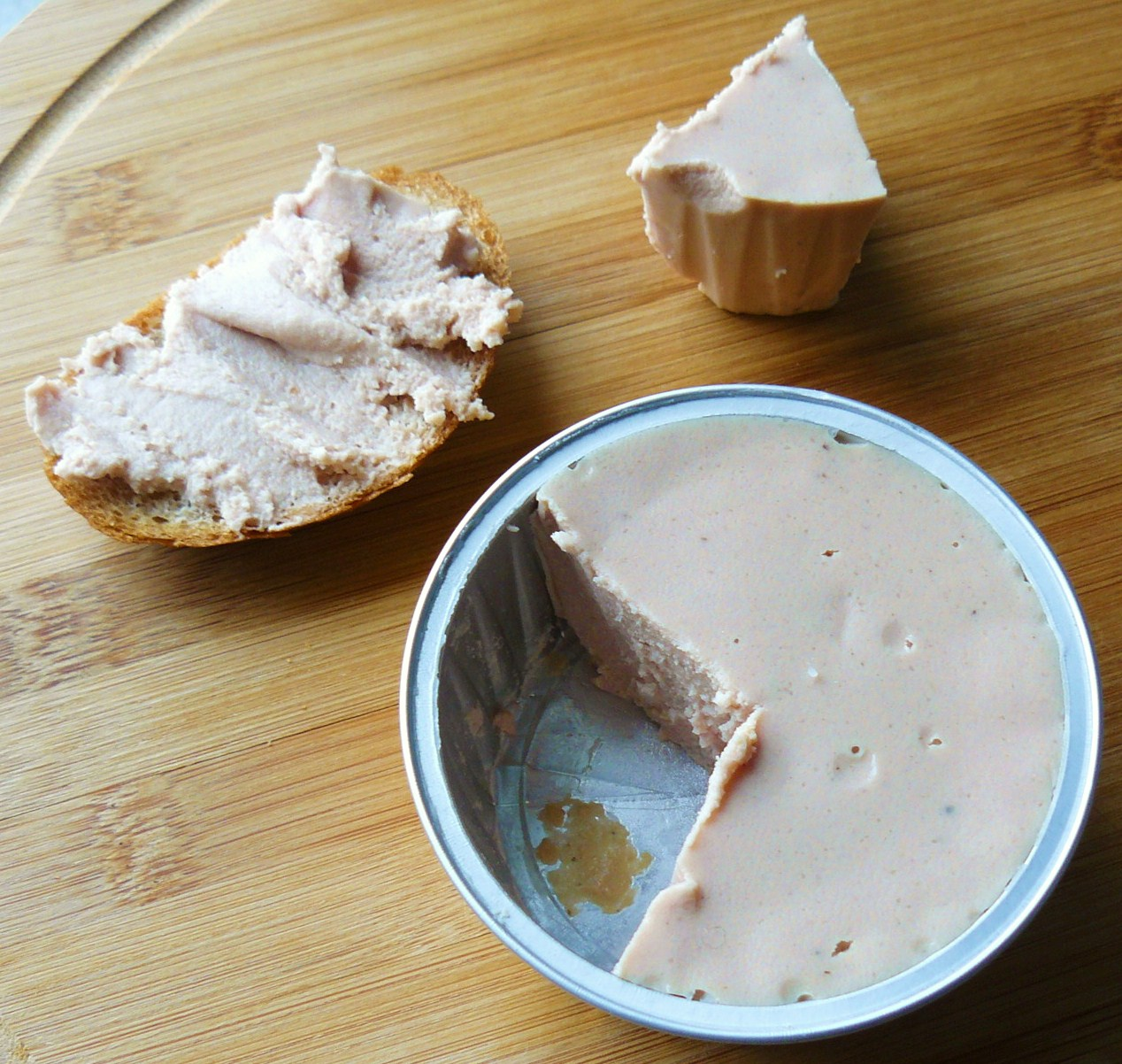
Exemple de produit alimentaire à base de viande séparée mécaniquement.

La viande séparée mécaniquement ou VSM est un produit des unités de préparation de viande dont la vente sous le nom de « viande » est interdite en Europe. Elle a une qualité très inférieure à la viande sur le plan protéinique et nutritif. C'est une pâte obtenue, selon la réglementation, par « l’enlèvement de la viande des os couverts de chair, après le désossage des carcasses de volailles, à l’aide de moyens mécaniques entraînant la destruction de la structure fibreuse des muscles » : les carcasses de volailles sont placées dans un appareil à haute pression pour obtenir « une viande très fine » qui ferait penser à de la filasse de guimauve. 
Selon une directive de 2001, la Commission européenne estime qu'elle « ne correspond pas à la perception de la viande par le consommateur et ne permet pas de l’informer de la nature réelle du produit désigné par le terme « viande ». » 
Les sous-produits de charcuterie (tranches de dinde, saucisses cocktail, nuggets de poulet, …) doivent être étiquetés comme « poulet ou dinde séparés mécaniquement ».
Sous la pression des consommateurs, McDonald's a renoncé, aux États-Unis, à l'utilisation pour ses hamburgers d'une variante de viande séparée mécaniquement dite pink slime.

## Histoire
La pratique de la préparation mécanique des restes de viande remonte aux années 1950 aux États Unis, lorsque des outils à main ont été mis au point pour aider à enlever les morceaux de viande et de fascia restants des carcasses d'animaux. Les VSM ont été développées pour valoriser les déchets afin de fournir des quantités massives de "viande transformée" beaucoup moins chère. Dans les années 1960, les machines sont passées d'un fonctionnement manuel à un fonctionnement automatique. Ce changement a permis aux propriétaires d'entreprises de viande d'utiliser des déchets de viande et de les vendre aux gens à un prix inférieur au prix de la viande à la coupe habituelle. Au cours des années 1970, ces techniques agro-alimentaires industrielles se sont répandues mondialement. Les pays d'Europe de l'Est, en particulier, sont connus pour leur importation de poulet congelé VSM.
Dans les années 1950, la viande séparée mécaniquement était principalement utilisée comme matière première pour la production de saucisses pour hot-dogs. Actuellement, les VSM entrent dans la composition de nombreuses charcuteries, hamburgers, et dans la plupart des aliments ultratransformés.

## Fabrication

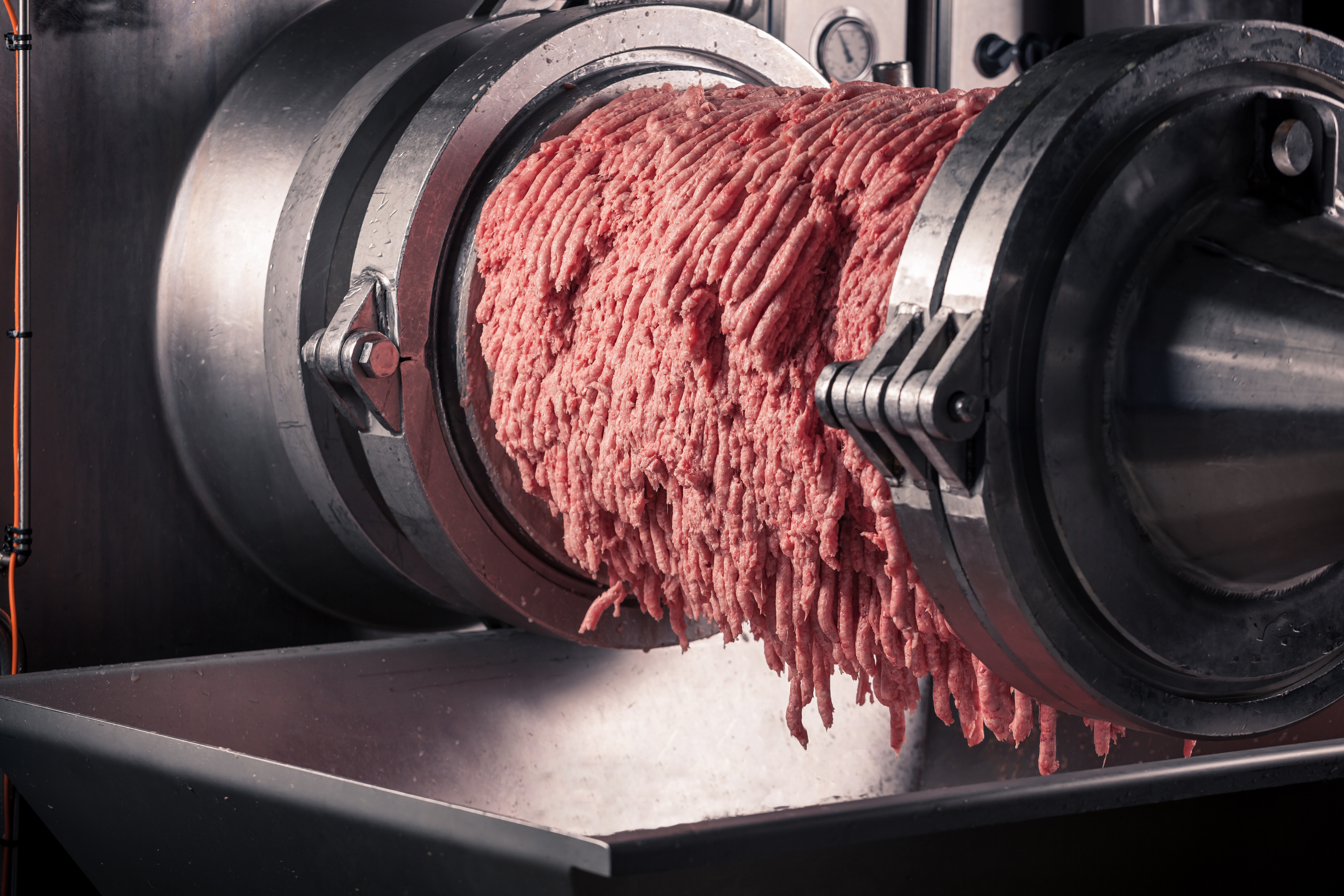
Séparateur de viande à basse pression.

Il existe deux types de procédés : haute pression (80 % de la production) et basse pression (20 % de la production),.
Dans le procédé à haute pression, la carcasse est broyée puis passée sous haute pression à travers un filtre comportant des orifices en général très inférieurs à 1 mm. 70 % de la matière est récupérée par ce procédé pour l'alimentation humaine, le restant pour l'alimentation animale.
Dans le procédé à basse pression, la carcasse est broyée moins finement et passée sous basse pression à travers un filtre à orifices plus larges (environ 3 mm), donnant une viande ressemblant à de la viande hachée,,,. Le résultat est aussi appelé « viande dénervée ».

## Sécurité et réglementation

### Aux États Unis
Des questions se sont posées dans les années 1980 quant à la sécurité de la viande séparée mécaniquement. En 1982, un rapport publié aux États Unis par la Food Safety and Inspection Service (FSIS) sur la viande séparée mécaniquement a déclaré qu'elle était sûre et a établi une norme pour identifier ce type de produit alimentaire. Certaines restrictions ont été imposées sur la quantité qui peut être utilisée et le type de produits dans lesquels il peut être utilisé. Ces restrictions étaient fondées sur des préoccupations concernant la limitation de l'absorption de certains composants dans la viande séparée mécaniquement, comme le calcium. La viande séparée mécaniquement ne peut pas être décrite simplement comme de la "viande" sur les étiquettes des aliments, mais doit être étiquetée comme du porc, du poulet ou de la dinde "séparés mécaniquement" dans l'énoncé des ingrédients. Les hot-dogs ne peuvent contenir plus de 20 % de porc séparé mécaniquement.

### Royaume Uni, 1986: Répercussions de crise de la "maladie de la vache folle"
Des préoccupations ont de nouveau été soulevées lorsque l'épidémie d'encéphalopathie spongiforme bovine (ESB), communément appelée "maladie de la vache folle", s'est produite au Royaume-Uni en 1986. Comme les morceaux de moelle épinière (la partie la plus susceptible d'être porteuse du prion de l'ESB,) se mélangeaient souvent au reste de la viande, les produits utilisant de la viande séparée mécanique prélevée sur les carcasses de bovins étaient plus à risque de transmettre l'ESB aux humains. 
Par conséquent, en 1989, le Royaume-Uni a renforcé les restrictions pour veiller à ce que des morceaux de moelle épinière ne soient pas présents dans la viande séparée mécaniquement prélevée sur des bovins. Au milieu des années 1990, le gouvernement britannique a interdit l'utilisation pour produire de la VSM de l'épine dorsale des bovins, en 1998 celle de l'épine dorsale de l'ensemble des ruminants et en août 2001 de toute os de ruminant. En 2001, le gouvernement a interdit la vente de VSM de bœuf pour la consommation humaine afin de prévenir la propagation de l'encéphalopathie spongiforme bovine.
Des règles similaires du département de l'Agriculture des États-Unis (USDA) sont entrées en vigueur le 4 novembre 1996 et ont ensuite été mises à jour, soulignant : "En raison de la réglementation du FSIS adoptée en 2004 pour protéger les consommateurs contre l'encéphalopathie spongiforme bovine, le bœuf séparé mécaniquement est considéré comme non comestible et interdit d'utilisation comme aliment pour humains. Il n'est pas autorisé dans les hot-dogs ou tout autre produit transformé."

## Utilisation
La viande séparée mécaniquement est l'ingrédient principal de la fricadelle 
industrielle, des  cordons bleus industriels d'entrée de gamme, des nuggets de poulet et de charcuteries bon marché, notamment les saucisses pour hot-dog (saucisses de Francfort).
Dans le cadre de préparations, il est généralement nécessaire d'ajouter à la VSM d'autres ingrédients tel que des fibres de blé et des protéines de soja afin de rendre à la viande sa rigidité et sa texture d'origine.